# Б5-Ріхард
50°32′33″ пн. ш. 14°06′45″ сх. д. / 50.5425° пн. ш. 14.1125° сх. д.
Б5-Ріхард (нім. B5-Richard) — секретний підземний військовий завод Третього рейху, розташований поблизу чеського міста Літомержіце під пагорбами Бидніце і Радобил. Загальна довжина підземних споруд оцінюється приблизно у 25-30 кілометрів.
Завод почали будувати в середині 1944 р. на місці колишніх глибинних шахт (Ріхард I, II, III, які було засновано в 1864 р., де видобувався вапняк. На будівництві працювали 1200 вільнонайманих і 4000 в'язнів концтабору Терезин. Керівництво будівництвом було покладено на СС і воно було одним з найбільш пріоритетних в Третьому рейху. Інтенсивну будівельну діяльність було припинено лише 4 травня 1945 р. — вже після падіння Берліна.
Вже восени 1944 р. в приміщеннях «Ріхард I», який підкорявся фірмі Auto Union AG, почалося виробництво деталей авіаційних моторів, а також танкових моторів Майбах HL 230 для танків «Тигр» і «Пантера», трохи пізніше на заводі «Ріхард II» фірма OSRAM GmbH почала виробництво електронних ламп. У приміщеннях «Ріхард III» планувалося побудувати нафтопереробний завод, який би виробляв авіаційний бензин. Всього на заводах «Ріхард» працювало близько 18 тисяч в'язнів концтаборів Терезин і Флоссенбюрг.
7 травня 1945 р. фашисти спробували підірвати завод, але вибух не стався — версія свідчить, що польський робітник перерізував дріт. 9 травня 1945 р. завод був захоплений і досліджений Червоною Армією. Про дослідження написано у книзі радянської розвідниці Марії Фортус. Завод було повністю заміновано, і декілька років тривала робота по його розмінуванню. Через високі витрати на розмінування два тунелі ніколи не були розміновані та були опечатані.
Після війни використовувалася невелика частина «Ріхарда». Зараз частина «Ріхарда II» використовується як сховище радіоактивних відходів. Вхід до приміщень «Ріхарда», що залишилися, з 2001 р. заборонено.
З 2009 р. мерія Літомержице робить кроки до того, щоб знову запустити підземний завод. Проте проєкт гальмується через нестачу фінансування.